# Krsov
Krsov je malá vesnice, část obce Ostrov u Bezdružic v okrese Plzeň-sever v Plzeňském kraji. Nachází se asi 1,5 kilometru východně od Ostrova u Bezdružic. Krsov je také název katastrálního území o rozloze 4,02 km².

## Název
Název vesnice je odvozen z příjmení Krs, a protože v němčině jméno vsi někdy splývalo s názvem nedalekých Krs, začal se pro Krsov používat přívlastek klein. V historických pramenech se název vsi objevuje ve tvarech: „de Kurschawa“ (1242), „in villa Kyrssowie“ (1380), „de Kirssowa“ (1382), „de Kyrssiewa“ (1382), „de Kirssiewa“ (1383), „spraviti má Krssowem tvrzí“ (1545), Klein gürschowa (1694), Klein Girsch nebo Girschowa (1788) a Girschowa a také Klein-Girsch (1838).

## Historie

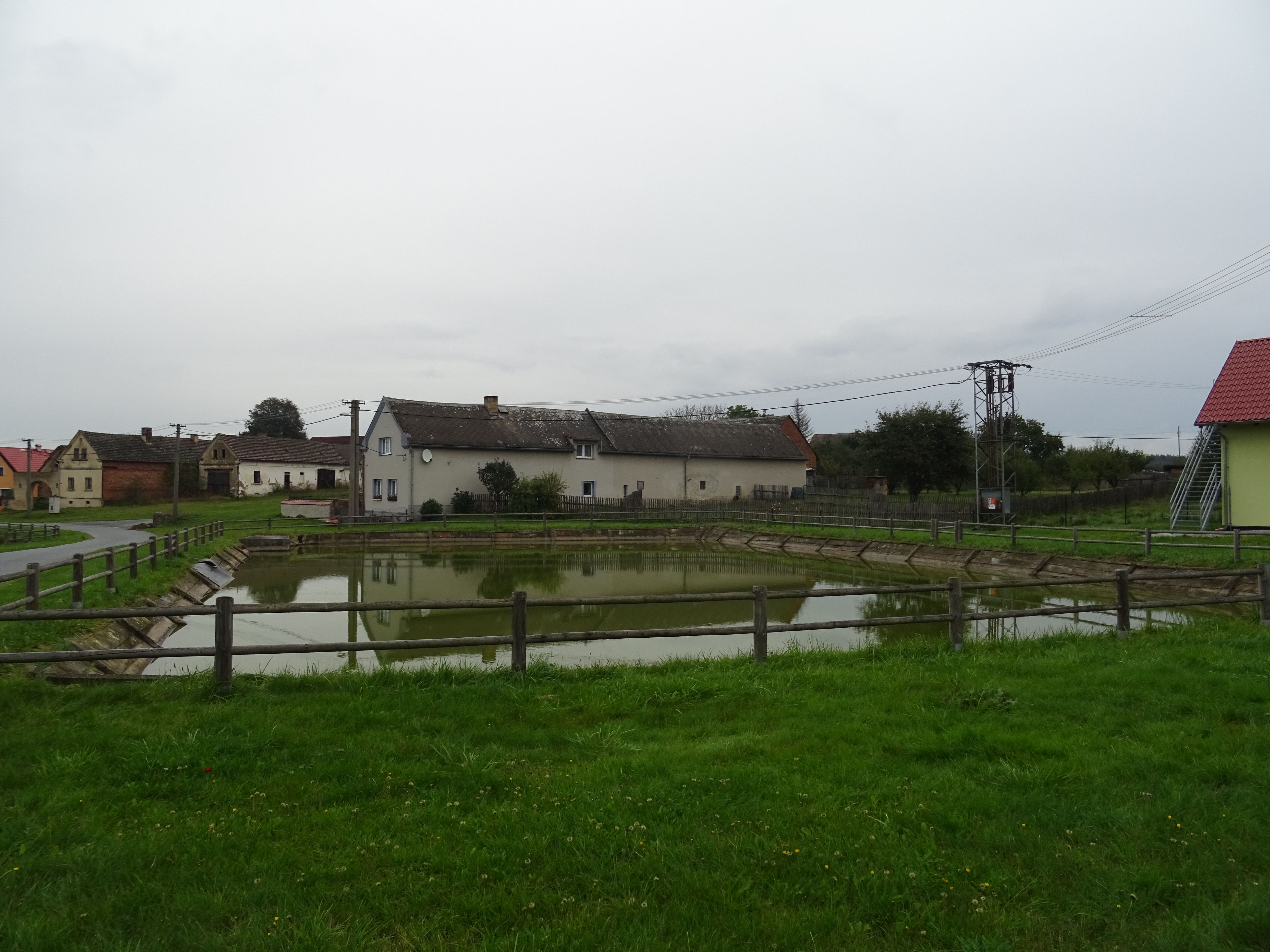
Jedna ze dvou vodních nádrží na návsi

První písemná zmínka o vesnici pochází z roku 1242, kdy vesnici vlastnil rytíř Valtr z Krsova. Panským sídlem byla tvrz připomínaná poprvé roku 1380. K rytířskému rodu z Krsova patřili Buzek (1380), bratři Jaroš a Jaroslav (1380–1383) nebo Vlach (1420), který se podílel na obraně Švamberka proti husitům. V roce 1455 Krsov vlastnil Jan Turně z Libětic, ale roku 1478 už byl mrtev on i jeho dcera Bonuše. Statek byl prohlášen za odúmrť, kterou získal Jindřich Bezdružický z Kolovrat a připojil ji k Bezdružicím. Vesnice u Bezdružic zůstala až do zániku patrimoniální správy a nepotřebná tvrz zanikla. Naposledy byla zmíněna v roce 1545.
Krsov patřil k farnosti v Krsech. Do roku 1850 docházely krsovské děti do školy v Krsech a poté začaly chodit do Ostrova u Bezdružic. Odtamtud byla koncem devatenáctého století do Krsova postavena první silnice a v roce 1920 byla prodloužena do Křelovic. Kvůli dlouhodobému nedostatku vody ve vsi se v lednu 1936 obecní zastupitelstvo rozhodlo na návsi vybudovat vodní nádrže. V období první republiky byla postavena místní kaple a hasičská zbrojnice, které navrhl J. Rubik, stavitel z Nové Sázavy u Bezvěrova.

## Obyvatelstvo
Při sčítání lidu v roce 1921 zde žilo 189 obyvatel (z toho 88 mužů) německé národnosti a římskokatolického vyznání. Podle sčítání lidu z roku 1930 měla vesnice 187 obyvatel německé národnosti, kteří se s výjimkou čtyř evangelíků hlásili k římskokatolické církvi.
| Rok            | 1869 | 1880 | 1890 | 1900 | 1910 | 1921 | 1930 | 1950 | 1961 | 1970 | 1980 | 1991 | 2001 | 2011 | 2021 |
| -------------- | ---- | ---- | ---- | ---- | ---- | ---- | ---- | ---- | ---- | ---- | ---- | ---- | ---- | ---- | ---- |
| Počet obyvatel | 160  | 188  | 201  | 193  | 199  | 189  | 187  | 90   | 86   | 84   | 72   | 55   | 52   | 51   | 48   |
| Počet domů     | 25   | 29   | 29   | 31   | 30   | 28   | 32   | 31   | 31   | 24   | 19   | 18   | 21   | 23   | 23   |

## Obecní správa

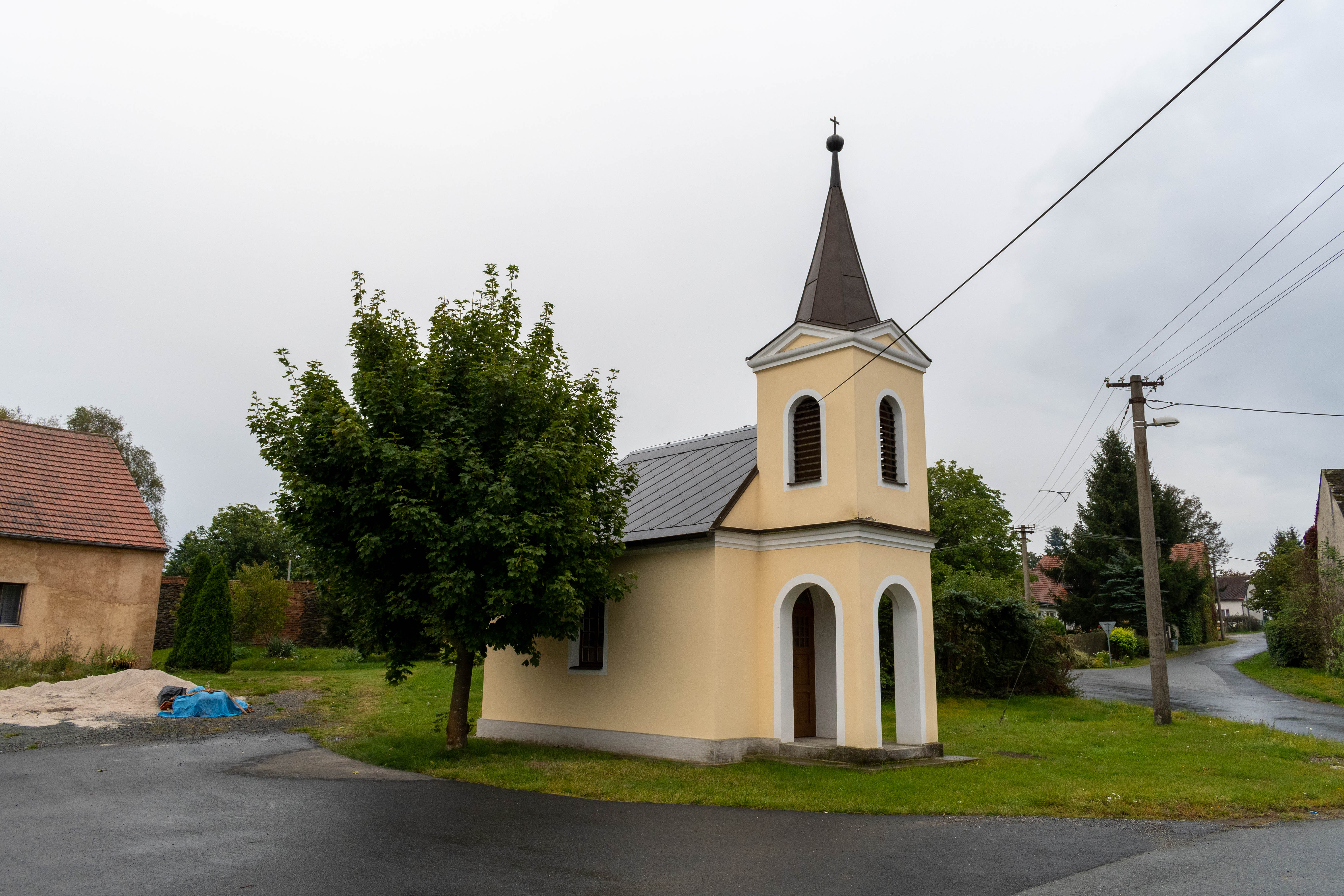
Kaple

Po zrušení patrimoniální správy byl Krsov od roku 1850 součástí obce Pláň v soudním okrese Bezdružice a politickém okrese Teplá. Roku 1902 byl převeden do politického okresu Planá u Mariánských Lázní.
V roce 1874 se Krsov osamostatnil a vznikla nová obec, jejímž starostou byl v období 1932–1939 Josef Stingl. Po uzavření Mnichovské dohody se obec stala součástí říšské župy Sudety. Obecní úřad v Krsově ukončil činnost v květnu 1945 a jeho působnost převzala místní správní komise.
Od 1. ledna 1960 do 31. prosince 1985 byl částí obce Ostrov u Bezdružic v okrese Plzeň-sever. Od 1. ledna 1986 do 31. prosince 1991 byl částí obce Krsy v okrese Plzeň-sever. Od 1. ledna 1992 je opět částí obce Ostrov u Bezdružic v okrese Plzeň-sever.